# Ihor Radiwilow
Ihor Witalijowytsch Radiwilow (ukrainisch Ігор Віталійович Радівілов/ engl. Transkription Igor Radivilov; * 19. Oktober 1992 in Mariupol) ist ein ukrainischer Kunstturner. Er war Gewinner der Bronzemedaille im Sprung bei den Olympischen Sommerspielen 2012 in London.
Weitere große Erfolge waren der Gewinn des Europameistertitels an den Ringen, den er bei den Turn-Europameisterschaften 2013 in Moskau feiern konnte, sowie die Silbermedaille am Sprung bei den Turn-Weltmeisterschaften 2014 in Nanning.

## Ehrungen
Am 25. Juli 2013 wurde ihm vom ukrainischen Präsidenten der ukrainische Verdienstorden 2. Klasse für die Erreichung hoher Sportergebnisse auf der XXVII. Welt-Sommer-Universiade in Kasan verliehen.